# Lugnacco
Lugnacco est une ancienne commune de la ville métropolitaine de Turin dans le Piémont en Italie. En 2019, elle intègre la nouvelle commune de Val di Chy.

## Géographie

### Frazione
Verna, Raghetto, Chiartano, Buracco

### Communes limitrophes
Meugliano, Castellamonte, Alice Superiore, Fiorano Canavese, Pecco, Castelnuovo Nigra, Loranzè, Vistrorio, Parella, Quagliuzzo

## Monuments
- L'église paroissiale Purificazione di Maria Vergine du XIe siècle
- Le menhir de Lugnacco datant du néolithique.

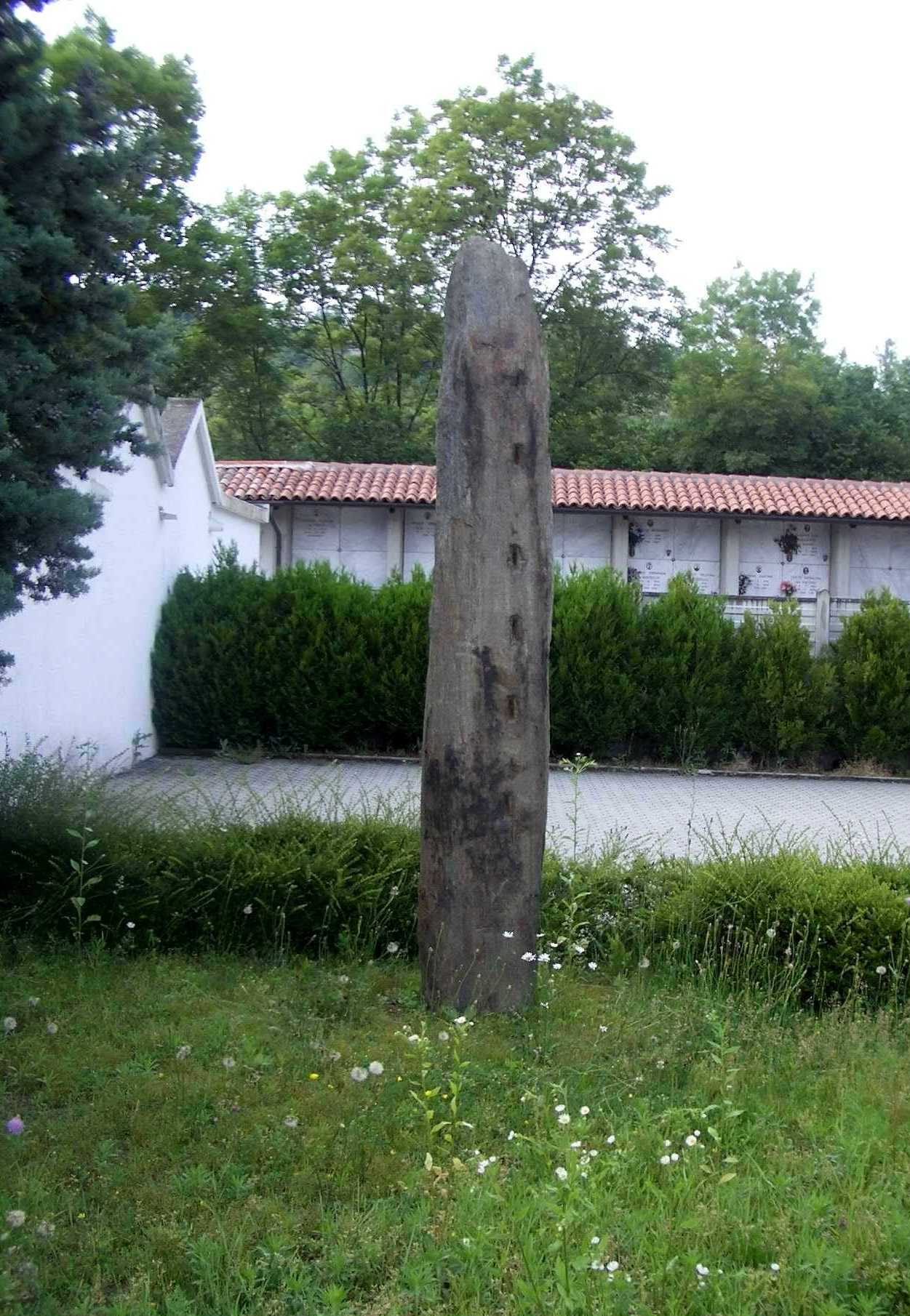
Le menhir de Lugnacco.